# シモン・バレル
シモン・バレル（Simon Barere, 1896年9月1日 - 1951年4月2日）は、ウクライナ出身のアメリカ合衆国のピアニスト。ユダヤ人。キリル文字での本来の姓名の綴りは ロシア語: Симон Барер であり、文字通りにローマ文字に転写すると Barer となるが、ロシアを去ってから、発音ミスを避けるために、バレル自身が Barere という表記を選んだ。

## 略歴
オデッサのユダヤ人の家庭に、13人きょうだいの11番目の子供として生まれる。ペテルブルク音楽院でアンナ・エシポワに学んだ後、フェリックス・ブルーメンフェルトに師事した。卒業後は数多くの演奏会を行うが、ソ連政府から国外での演奏旅行を禁じられていた。1919年にキエフ音楽院の教授に就任し、1928年にはリガで文化大使を務める。1932年にベルリンに移住したところ、翌1933年にヒトラーが権力を掌握したため、スウェーデンに向かう。1934年から1936年まで国際的な名声を高めてから、最終的にアメリカ合衆国に落ち着いた。
1951年4月2日にカーネギーホールにおいて、ユージン・オーマンディ指揮フィラデルフィア管弦楽団と共演してグリーグの《ピアノ協奏曲》を演奏している最中に、脳梗塞を起こして他界した。

## 演奏様式とその評価
バレルは、伝説的な演奏速度と、凄まじいばかりの巧みな指捌きでとりわけ名高い。例えばバレルの《イスラメイ》の演奏は、超絶技巧の輝かしさで知られている。音楽評論家のハロルド・ショーンバーグによると、バレルは激しいだけのヴィルトゥオーゾではなかったという。多彩な音色を創り出し、高度な音楽性を発揮しえたというのである。 
バレルは毎年カーネギーホールでリサイタルを開いており、聴衆には多くの一流のピアニストが混じっていた。このような演奏会は息子のボリスが録音に残した。最も有名なライヴ録音はフランツ・リストの《ソナタ ロ短調》の演奏であり、これは1950年代にレミントン・レコーズ社より頒布されている。また、リストの《スペイン狂詩曲》やブルーメンフェルトの《左手のための練習曲》の録音は、ピアノ奏法の歴史において最も目覚しい記録の一つといえる。